# 張明昌
張明昌（1562年—17世紀），字二寖，浙江紹興府山陰縣人，明朝政治人物。

## 生平
張明昌自廩生出身，在家鄉授徒為業。多次應考落第，萬曆四十六年（1618年）舉浙江鄉試，年已五十七歲。天啟五年（1625年），登進士，授工部主事，在江浦收稅，清廉得如平民。升任建昌府知府，教化民眾，得郡人愛戴，乞休回鄉後去世。

## 引用
1. ↑  嘉慶《山陰縣志·卷十四·鄉賢二》：張明昌，字二寖，廩生，授徒里中。門下士多有先掇科第者，明昌屢試不售，至萬歷戊午舉於鄉，年五十七。天啟乙丑成進士，授工部主事，榷清江浦，廉靜如布衣。歷陞江西建昌府知府，愷悌子惠，郡人戴之，乞休歸卒。 舊志。按舊志明昌錢塘籍。